# DeWalt
DeWalt – amerykański producent elektronarzędzi, a także odzieży ochronnej. Przedsiębiorstwo zostało założone w 1924 roku przez Raymonda DeWalta. W 1949 roku przedsiębiorstwo kupił American Machine and Foundry. Ta z kolei sprzedała w 1960 roku firmie Black & Decker. Obecnie DeWalt należy do Stanley Black & Decker. Siedziba główna znajduje się w Baltimore w Stanach Zjednoczonych.